# Chìa vôi núi
Chìa vôi núi, tên khoa học Motacilla clara, là một loài chim trong họ Motacillidae.